# Mihai Viteazu, Constanța
Mihai Viteazu este satul de reședință al comunei cu același nume din județul Constanța, Dobrogea, România. La recensământul din 2002 avea o populație de 1932 locuitori. În trecut se numea Sarıyurt.